# Кьер, Йеппе (футболист, 1985)
Йеппе Кьер (дат. Jeppe Kjær; 6 ноября 1985 года, Роскилле) — датский футболист, нападающий клуба «Хельсингёр».

## Клубная карьера
Йеппе Кьер играл в клубе «Остед» пока в 2007 году не присоединился к команде «Роскилле». В сезоне 2008/09 он с 19 забитыми голами стал вторым в списке лучших бомбардиров датского Первого дивизиона. 17 мая 2009 года в домашнем поединке против «Фрема» Кьер сделал хет-трик. В следующем сезоне он вновь стал вторым среди снайперов лиги, но с 13 точными попаданиями.
В начале сентября 2012 года Кьер перешёл в другой клуб Первого дивизиона «ХБ Кёге». 17 ноября 2013 года он оформил хет-трик в домашней игре с «Видовре». В августе 2014 года Кьер стал игроком вылетевшего в Первый дивизион «АГФ Орхуса». Но не имея в этой команде достаточно игровой практики он досрочно расторг контракт с этим клубом спустя год.
В начале сезона 2015/16 Кьер подписал соглашение с командой Первого дивизиона «Люнгбю», которое было продлено 29 декабря того же года до лета 2019 года. По итогам чемпионата «Люнгбю» сумел вернуться в датскую Суперлигу.
16 июля 2016 года Кьер дебютировал в Суперлиге, выйдя в основном составе в гостевом матче против «Копенгагена». Уже в следующем туре он забил свой первый гол на высшем уровне, сократив отставание в счёте в конце первого тайма домашнего поединка против «Оденсе», а вскоре после перерыва и вовсе оформил дубль, восстановив равенство в счёте.